# Поколение Альфа
Поколе́ние А́льфа (англ. Generation Alpha, сокращённо Gen Alpha) — термин, применяемый в мире для поколения людей, родившихся примерно с начала—середины 2010-х годов по середину-конец 2020-х годов[в какой стране?]. Названо в честь первой буквы греческого алфавита (α), поколение Альфа является первым полностью родившимся поколением в XXI веке. Большинство представителей поколения Альфа — дети миллениалов, реже — поколения Z.
В период рождения поколения Альфа во многих странах мира наблюдалось снижение уровня рождаемости. В сфере развлечений в детстве всё больше доминируют[в какой стране?] умные технологии, социальные сети и стриминговые сервисы, при этом одновременно снижается интерес к традиционному телевидению. Изменения в использовании технологий в учебных классах и других сферах жизни повлияли на то, как это поколение переживало раннее обучение по сравнению с предыдущими поколениями. Исследования[чьи?] показывают, что аллергия, ожирение и проблемы со здоровьем, связанные с экранным временем, в последние годы становятся всё более распространёнными среди детей[в какой стране?][источник?].

## Терминология
Название «Поколение Альфа», по словам Марка Маккриндла, которому обычно приписывают создание этого термина, возникло в результате опроса, проведённого в 2008 году австралийским консалтинговым агентством McCrindle Research. В интервью 2015 года Маккриндл рассказал, как его команда пришла к такому названию:
Когда я работал над своей книгой «Азбука XYZ: Понимание глобальных поколений» (опубликованной в 2009 году), стало очевидно, что скоро появится новое поколение, а названия для него нет. Поэтому я провёл опрос (мы же исследователи, в конце концов), чтобы узнать, как, по мнению людей, должно называться поколение после Z, и хотя было много предложений, наиболее упоминаемым было поколение А, поколение Альфа тоже получило несколько упоминаний, поэтому я остановился на нём в качестве названия главы «За пределами Z: знакомьтесь, поколение Альфа». Это просто имело смысл, поскольку соответствует научной номенклатуре, использующей греческий алфавит вместо латинского, и не имело смысла возвращаться к А, в конце концов, они — первое поколение, родившееся в XXI веке, и поэтому они — начало чего-то нового, а не возврат к старому.
Агентство McCrindle Research также черпало вдохновение в названии ураганов, в частности, в сезоне атлантических ураганов 2005 года, когда названия, начинающиеся с букв латинского алфавита, были исчерпаны, и последние шесть ураганов были названы греческими буквами от альфы до дзеты.
Некоторые предполагают, что глобальное воздействие[какое?] пандемии COVID-19 станет определяющим[уточнить] событием для этого поколения, и предлагают название «Поколение C» для тех, кто родился или вырос во время пандемии.

## Даты и возрастной диапазон
По мнению американского психолога Jean Twenge поколение Альфа началось[прояснить] с 2013 года (и продолжит рождаться до 2029 года[почему?]). Различные источники СМИ, посвящённые поколению Альфа, используют в качестве начальных годов рождения 2010 и 2011. Однако многие определения поколения Z, заканчиваются на 2012, указывая на то, что самые старшие представители поколения Альфа родились в 2013 и 2016 году.
Источники предполагают, что последние представители этого поколения родятся в середине 2020-х годов[почему?], чаще всего в 2025 году. По данным австралийского социолога и футуриста Марка Маккриндла, поколение Альфа завершилось в 2025 году. Считается, что это заявление соответствует теории поколений Штрауса. Следующим поколением стало Поколение Бета которое, как считается продлится до 2039 года. В основном они станут детьми младших представителей миллениалов и старших представителей поколения Z.

## Демография
По состоянию на 2015 год каждую неделю в мире рождалось около двух с половиной миллионов человек; ожидается, что к 2025 году численность поколения Альфа достигнет почти двух миллиардов. По оценкам ООН, в 2020 году население Земли должно было составить около 7,8 миллиарда человек, по сравнению с 2,5 миллиардами в 1950 году. По состоянию на 2020 год примерно три четверти всех людей будут проживать в Африке и Азии, где и будет происходить основной прирост населения, поскольку в странах Европы и Америки, как правило, рождается слишком мало детей, чтобы заменить себя.